# Anders Gustaf Ekeberg
Anders Gustaf Ekeberg (født 16. januar 1767 i Stockholm, Sverige, død 11. februar 1813 i Uppsala, Sverige) var en svensk kemiker som i 1802 opdagede tantalum. Han var bemærkelsesværdig døv.
Ekeberg blev indmeldt på Uppsala Universitet i 1784, graduerede i 1788, blev udnævnt som docent i kemi i 1794 og eksperimentator (laborator) i 1799.
I 1799 blev han også valgt som medlem af Royal Swedish Academy of Sciences. Han var desuden nevø til Carl Gustaf Ekeberg.